# دلمیر
دلمیر (انگلیسی: Dallmayr) شرکت خدماتی آلمانی است، که در سال ۱۷۰۰ تأسیس شد.